# Temelucha fuscalata
Temelucha fuscalata är en stekelart som beskrevs av Dasch 1979. Temelucha fuscalata ingår i släktet Temelucha och familjen brokparasitsteklar. Inga underarter finns listade i Catalogue of Life.